# Univerza v St Andrewsu
Univerza v St Andrewsu (angleško University of St Andrews, škotsko University o St Andras, škotskogelsko Oilthigh Chill Rìmhinn, okrajšano kot St And, iz latinskega Sancti Andreae, v postnominalskih črkah) je javna raziskovalna univerza v St Andrewsu, Fife, Škotska. Je najstarejša od štirih starodavnih univerz na Škotskem in za univerzama v Oxfordu in Cambridgeu tretja najstarejša univerza v anglofonskem svetu. V svetu je devetnajsta najstarejša univerza z neprekinjenim delovanjem. Univerzo so ustanovili leta 1413, ko je avignonski protipapež Benedikt XIII. majhni ustanovitveni skupini avguštinskih duhovnikov izdal bulo. St Andrews je bil skupaj z univerzami v Glasgowu, Edinburghu in Aberdeenu del škotskega razsvetljenstva v 18. stoletju. Trenutni kancler univerze je Menzies Campbell.
Univerza je sestavljena iz različnih inštitucij, ki jih sestavljajo trije kolidži – Združeni kolidž (zveza kolidžev St Salvator's in St Leonard's), Kolidž St Mary's in Kolidž St Leonard's, pri čemer je zadnji imenovani nezakonsko določena oživitev nekdanjega St. Leonard'sa kot podiplomsko društvo od leta 1972. Obstaja 18 akademskih šol, organiziranih v štiri fakultete. Univerza zavzema zgodovinske in sodobne zgradbe, ki se nahajajo po vsem mestu. Študijsko leto je razdeljeno na dva semestra, martinsko in svečniško. V terminu je več kot ena tretjina mestnega prebivalstva bodisi uslužbencev bodisi študentov univerze. Študentsko telo je zelo raznoliko: več kot 145 narodnosti je zastopanih s 45 % vnosa iz držav zunaj Združenega kraljestva; približno ena osmina študentov je iz Evropske unije, preostala tretjina pa je iz tujine – 15 % samo iz Severne Amerike. Športna moštva univerze tekmujejo na tekmovanjih BUCS, študentsko telo pa je znano po ohranjanju starodavnih tradicij, kot so Raisin Weekend, May Dip in nošenje značilnih akademskih oblek.